# Kopina (Chmieleniec)
Kopina (Nowy Dwór, (kaszb. Nòwë Dwòr) – część wsi Chmieleniec w Polsce, położona w województwie pomorskim, w powiecie wejherowskim, w gminie Łęczyce, na obszarze Puszczy Wierzchucińskiej. Wchodzi w skład sołectwa Chmieleniec.
W latach 1975–1998 Kopina administracyjnie należała do województwa gdańskiego.